# Saison 1945-1946 de la LAH
Saison précédente Saison suivante
La saison 1945-1946 est la dixième saison de la Ligue américaine de hockey. Les Eagles de New Haven font leur retour dans la ligue et permettent à celle-ci d'avoir huit équipes. À la fin des séries éliminatoires, les Bisons de Buffalo gagnent leur troisième Coupe Calder en quatre ans.

## Contexte et saison régulière
Le 18 janvier 1943, les Eagles de New Haven ont arrêté leurs activités après 32 matchs joués. Ils reviennent pour la saison 1945-1946 et les deux divisions de la LAH comptent désormais quatre équipes qui jouent soixante-deux matchs chacune. 

### Classement des équipes
| Clt   | Équipe              | PJ | V  | D  | N  | BP  | BC  | Pts |
| ----- | ------------------- | -- | -- | -- | -- | --- | --- | --- |
| +001, | Bisons de Buffalo   | 62 | 38 | 16 | 8  | 270 | 196 | 84  |
| +002, | Bears de Hershey    | 62 | 26 | 26 | 10 | 213 | 221 | 62  |
| +003, | Reds de Providence  | 62 | 23 | 33 | 6  | 221 | 254 | 52  |
| +004, | Eagles de New Haven | 62 | 14 | 38 | 10 | 199 | 263 | 38  |

| Clt   | Équipe                  | PJ | V  | D  | N  | BP  | BC  | Pts |
| ----- | ----------------------- | -- | -- | -- | -- | --- | --- | --- |
| +001, | Capitals d'Indianapolis | 62 | 33 | 20 | 9  | 286 | 238 | 75  |
| +002, | Hornets de Pittsburgh   | 62 | 30 | 22 | 10 | 262 | 226 | 70  |
| +003, | Barons de Cleveland     | 62 | 28 | 26 | 8  | 269 | 254 | 64  |
| +004, | Flyers de Saint-Louis   | 62 | 21 | 32 | 9  | 198 | 266 | 51  |

- En gras et en italique, qualifié directement pour les demi-finales
- En gras, qualifié pour le tour préliminaire

### Classements des meilleurs pointeurs
| Joueur               | Équipe               | PJ | B  | A  | Pts | Pun |
| -------------------- | -------------------- | -- | -- | -- | --- | --- |
| Les Douglas          | Indianapolis         | 62 | 44 | 46 | 90  | 35  |
| Norm Larson (en)     | New Haven et Hershey | 64 | 36 | 53 | 89  | 20  |
| Tom Burlington (en)  | Cleveland            | 59 | 36 | 46 | 82  | 14  |
| Pete Leswick (en)    | Indianapolis         | 61 | 29 | 52 | 81  | 10  |
| Louis Trudel (en)    | Cleveland            | 61 | 33 | 46 | 79  | 24  |
| Joe Bell             | New Haven et Hershey | 62 | 46 | 31 | 77  | 26  |
| Les Cunningham       | Cleveland            | 62 | 33 | 44 | 77  | 10  |
| Maurice Rimstad (en) | Saint-Louis          | 62 | 34 | 43 | 77  | 15  |
| Wally Wilson (en)    | Pittsburgh           | 57 | 34 | 41 | 75  | 32  |
| Gino Rozzini (en)    | Hershey              | 56 | 31 | 40 | 71  | 63  |

## Séries éliminatoires
Les trois premiers de chaque division sont qualifiés. Les matchs des séries sont organisés ainsi :
- Les vainqueurs de chaque division s'affrontent au meilleur des sept matchs, le vainqueur accède directement à la finale.
- Les deuxièmes de chaque division s'affrontent au meilleur des trois matchs, les troisièmes font de même. Les vainqueurs s'affrontent au meilleur des trois matchs. Le vainqueur accède à la finale.
- La finale se joue au meilleur des sept matchs[3].

|  | Tour préliminaire | Tour préliminaire | Tour préliminaire | Tour préliminaire |            |            | Demi-finales | Demi-finales | Demi-finales | Demi-finales |  |  | Finale | Finale | Finale | Finale |
|  |                   |                   |                   |                   |            |            |              |              |              |              |  |  |        |        |        |        |
|  |                   |                   |                   |                   |            |            |              |              |              |              |  |  |        |        |        |        |
|  |                   |                   |                   |                   |            |            |              |              |              |              |  |  |        |        |        |        |
|  |                   |                   |                   |                   |            |            |              |              |              |              |  |  |        |        |        |        |
|  |                   |                   |                   |                   |            |            |              |              |              |              |  |  |        |        |        |        |
|  |                   |                   |                   |                   |            |            |              |              |              |              |  |  |        |        |        |        |
|  | Buffalo           | Buffalo           | 4                 | 4                 |            |            |              |              |              |              |  |  |        |        |        |        |
|  | Buffalo           | Buffalo           | 4                 | 4                 |            |            |              |              |              |              |  |  |        |        |        |        |
|  |                   |                   | Indianapolis      | Indianapolis      | 1          | 1          |              |              |              |              |  |  |        |        |        |        |
|  |                   |                   |                   |                   | 1          | 1          |              |              |              |              |  |  |        |        |        |        |
|  |                   |                   |                   |                   |            |            |              |              |              |              |  |  |        |        |        |        |
|  |                   |                   |                   |                   |            |            |              |              |              |              |  |  |        |        |        |        |
|  | Buffalo           | Buffalo           | 4                 | 4                 |            |            |              |              |              |              |  |  |        |        |        |        |
|  | Buffalo           | Buffalo           | 4                 | 4                 |            |            |              |              |              |              |  |  |        |        |        |        |
|  |                   |                   | Cleveland         | Cleveland         | 3          | 3          |              |              |              |              |  |  |        |        |        |        |
|  | Hershey           | Hershey           | Cleveland         | Cleveland         | 3          | 3          | 1            | 1            |              |              |  |  |        |        |        |        |
|  | Hershey           | Hershey           |                   |                   |            |            |              |              |              |              |  |  |        |        |        |        |
|  | Pittsburgh        | Pittsburgh        | 2                 | 2                 |            |            |              |              |              |              |  |  |        |        |        |        |
|  | Pittsburgh        | Pittsburgh        | 2                 | 2                 | Pittsburgh | Pittsburgh | 1            | 1            |              |              |  |  |        |        |        |        |
|  |                   |                   |                   |                   | Pittsburgh | Pittsburgh | 1            | 1            |              |              |  |  |        |        |        |        |
|  |                   |                   | Cleveland         | Cleveland         | 2          | 2          |              |              |              |              |  |  |        |        |        |        |
|  | Providence        | Providence        | Cleveland         | Cleveland         | 2          | 2          | 0            | 0            |              |              |  |  |        |        |        |        |
|  | Providence        | Providence        |                   |                   |            |            |              | 0            |              |              |  |  |        |        |        |        |
|  | Cleveland         | Cleveland         | 2                 | 2                 |            |            |              |              |              |              |  |  |        |        |        |        |
|  | Cleveland         | Cleveland         | 2                 | 2                 |            |            |              |              |              |              |  |  |        |        |        |        |
|  |                   |                   |                   |                   |            |            |              |              |              |              |  |  |        |        |        |        |

## Trophées
| Trophée F.-G.-« Teddy »-Oke : Champions de la division Ouest | Capitals d'Indianapolis |
| Coupe Calder : Vainqueurs de la finale                       | Bisons de Buffalo       |